# Живые (деревня)
Живые — деревня в Кудымкарском районе Пермского края. Входила в состав Ленинского сельского поселения. Располагается южнее от города Кудымкара. Расстояние до районного центра составляет 42 км. По данным Всероссийской переписи населения 2010 года, в деревне проживало 45 человек (24 мужчины и 21 женщина).

## История
По данным на 1 июля 1963 года, в деревне проживало 113 человек. Населённый пункт входил в состав Ленинского сельсовета.